# Pojdi z mano (album)
Pojdi z mano je eden najuspešnejših album ansambla Tonija Verderberja, saj je bil izdan v zlati nakladi. Album je bil sneman v studiu Metulj in izdan pri založbi Sraka leta 1995. Ime je dobil po skladbi Pojdi z mano. Izdan je bil kot zgoščena plošča in avdiokaseta. To je njihov sedmi studijski album. 
Fotografijo za naslovnico albuma je fotografiral Marko Klinc. 

Glavni vokal in harmoniko je snemal Toni Verderber, spremljevalni vokal in ritem kitaro Jože Kastelec, bas kitaro Pavel Šterk, klaviature in tamburico Borut Klobučar.

## Seznam pesmi
1. »Pojdi z mano« (T. Verderber, F. Požek) - 2:30
2. »Kolovrat« (T. Verderber, T. Gašperič) - 2:14
3. »Kdo čaka« (T. Verderber, T. Gašperič) - 2:23
4. »Moja tamburica« (T. Verderber, F. Požek) - 3:41
5. »Na oknu deva« (ljudska, prir. T. Verderber) - 2:28
6. »Ajdov cvet« (T. Verderber, F. Požek) - 2:49
7. »Ob šrangi« (T. Verderber, F. Požek) - 2:28
8. »Nabral sem šopek« (T. Verderber, F. Požek) - 2:35
9. »Teden cvička« (T. Verderber, S. Podboj) - 2:15
10. »Srce - srcu« (T. Verderber, T. Gašperič) - 3:00
11. »Furmanska polka« (T. Verderber) - 3:23
12. »Za velikim morjem« (T. Verderber, F. Požek) - 4:08
13. »Dallas polka« (T. Verderber, T. Verderber) - 3:10
14. »Prijatelj« (T. Verderber, T. Gašperič) - 3:08
15. »Poskočnica« (T. Verderber) - 3:11
16. »Pesem za spomin« (T. Verderber, F. Požek) - 2:14